# Redi Halilaj
Redi Halilaj   (Golem, 31 d'agost de 1989) és un exciclista albanès. Professional des del 2015 al 2017 va militar a l'equip Amore & Vita-Selle SMP.Del seu palmarès destaquen els campionats nacionals tant en ruta com en contrarellotge.

## Palmarès
- 2010
  -  Campió d'Albània en ruta
  - Vencedor d'una etapa a la Volta a Albània
- 2013
  -  Campió d'Albània en ruta
  -  Campió d'Albània en contrarellotge
- 2015
  -  Campió d'Albània en ruta
- 2017
  - Vencedor d'una etapa al Tour d'Eritrea